# Піві-малюк оливковий
Піві-малюк оливковий (Empidonax virescens) — вид горобцеподібних птахів родини тиранових (Tyrannidae). Гніздиться на сході Північної Америки, зимує в Центральній і Південній Америці.

## Опис

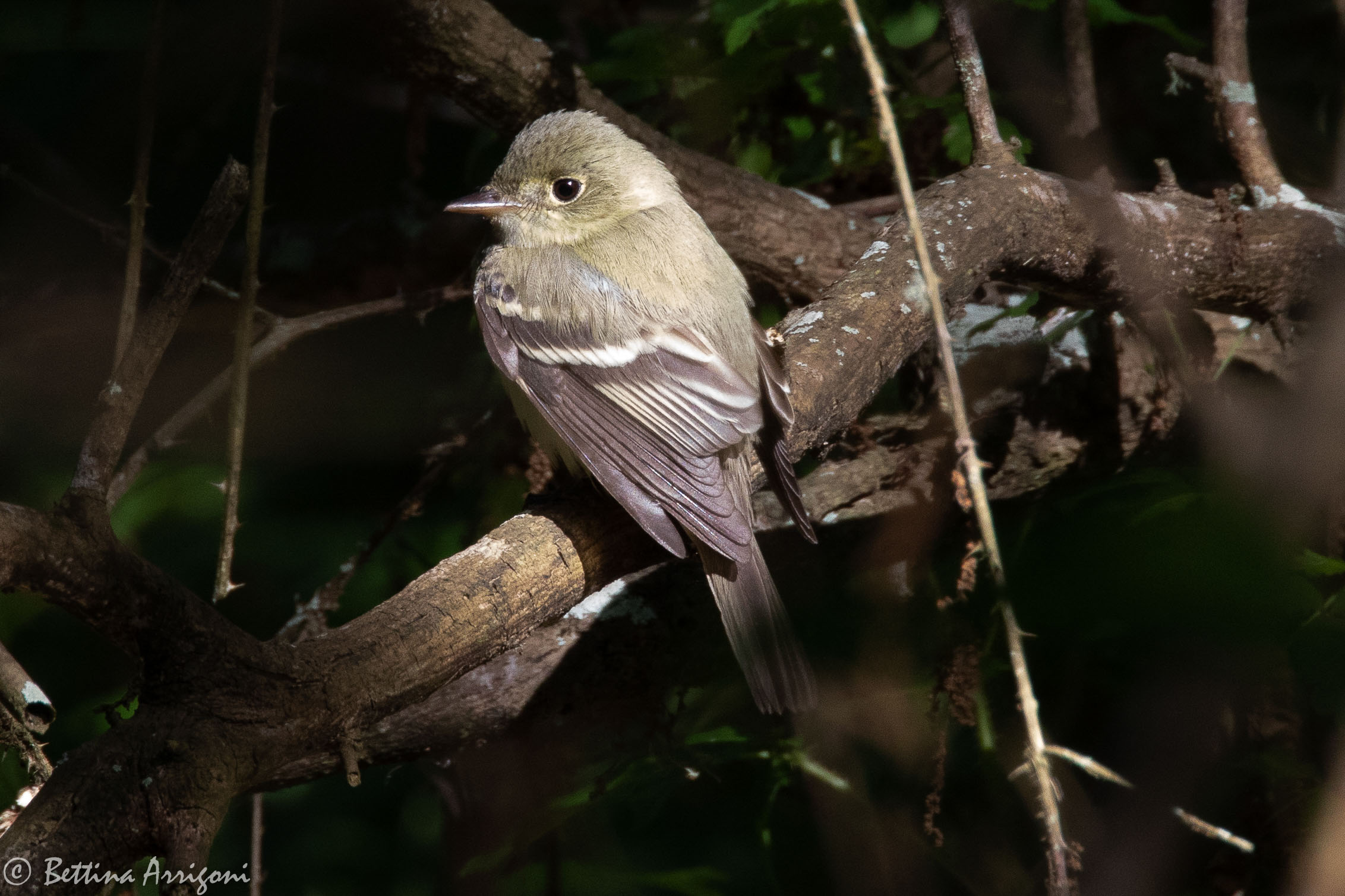
Оливковий піві-малюк (Техас)

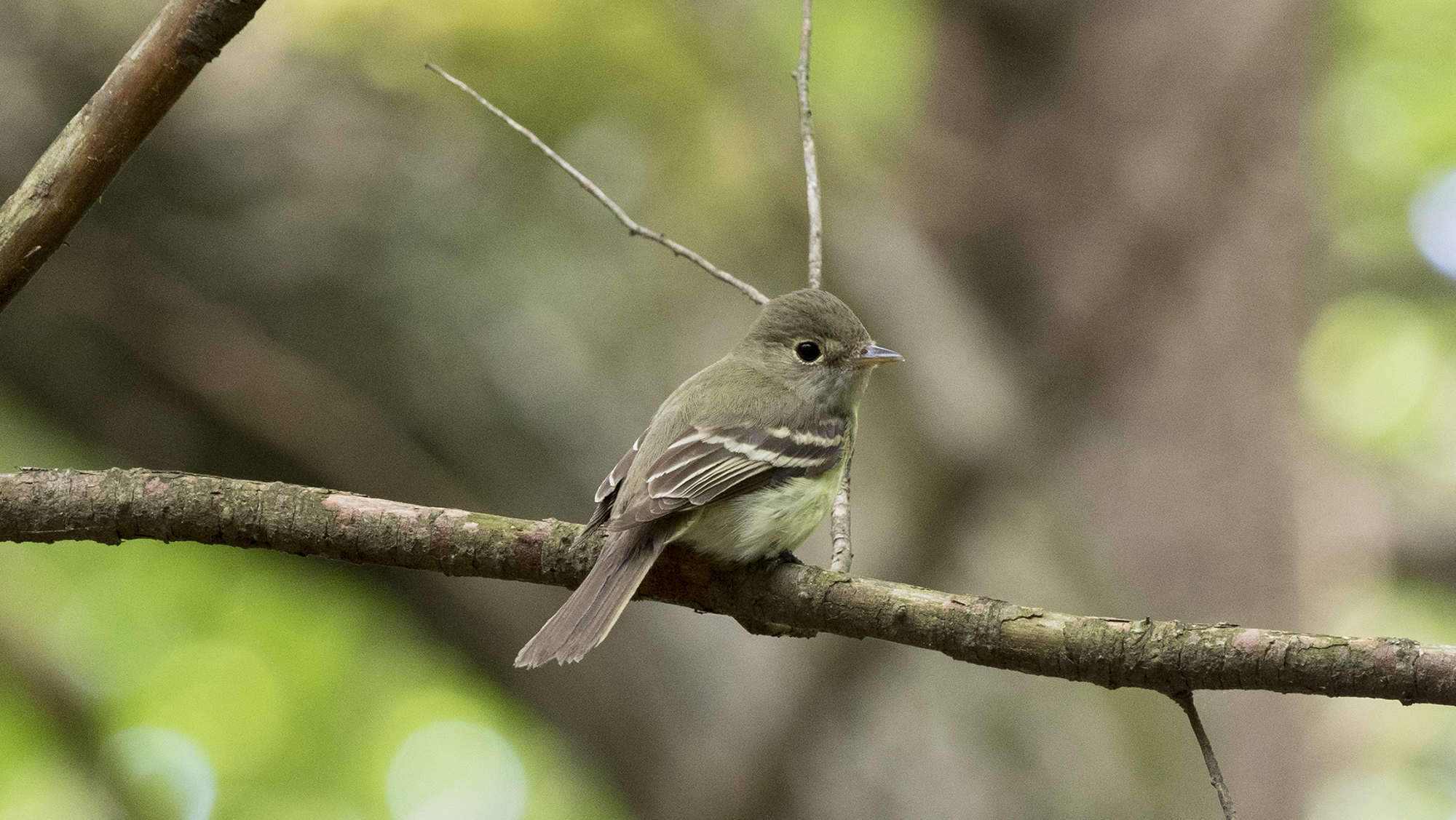
Оливковий піві-малюк (Пенсільванія)

Довжина птаха становить 13-15 см, розмах крил 22-23 см, вага 11-14 г. Самці є дещо більшими за самиць, довжина крила у самців становить 6,9–7,8 см, у самиць 6,4–6,8 см, довжина хвоста у самців становить 5,8-6,8 см, у самиць 5,7-5,9 см. Верхня частина тіла оливкова, лоб, крила і хвіст дещо темніші. Нижня частина тіла білувата, груди мають оливковий відтінок. Махові пера коричневі, другорядні махові пера мають жовтувато-білі края, першорядні махові пера мають світло-жовті края на зовнішніх опахалах. Стернові пера коричневі, края і стрижні у них жовтуваті. Дзьоб зверху темний, знизу жовтувато-оранжевий. Навколо очей жовтуваті кільця.

## Поширення і екологія
Оливкові піві-малюки гніздяться на сході Сполучених Штатів Америки, від Південної Дакоти і Міннесоти на південь до центрального Техасу і узбережжя Мексиканської затоки і на схід до узбережжя Атлантичного океану. Невелика популяція також гніздиться на півдні Онтаріо в Канаді. Взимку оливкові піві-малюки мігрують через Мексику, Центральну Америку і Кариби до східного Нікарагуа, Коста-Рики, Панами, Колумбії, західної Венесуели і північно-західного Еквадору. У 2015 році бродячого оливкового піві-малюка знайшли на пляжі в графстві Кент в Англії.
Оливкові піві-малюки живуть в густих широколистяних лісах з відкритим, рідким підліском. Віддають перевагу тінистим місцевостям поблизу річок, струмків або боліт та ярам. Зимують у вологих рівнинних тропічних лісах. Зустрічаються переважно на висоті до 1200 м над рівнем моря.

## Поведінка
Оливкові піві-малюки живляться комахами та іншими дрібними безхребетними, на яких вони чатують серед рослинності або яких шукають серед листя. Іноді вони доповнюють свій раціон ягодами і насінням. Сезон розмноження оливкових піві-малюків триває з травня по серпень. Вони є переважно моногамними, хоча були зафіксовані випадки полігінії. Гніздо має чашоподібну форму, робиться зі стебел, сухої трави і павутиння, розміщується на дереві, на висоті від 3 до 9 м над землею. В кладці 3-4 білуватих, поцяткованих коричневими плямками яйця, розміром 19×14 мм. Інкубаційний період триває 13-14 днів. Пташенята покидають гніздо через 13-15 днів після вилуплення, однак батьки продовжують піклуватися про них ще приблизно 12 днів. За рік пташенята набувають статевої зрілості. Будує гніздо і насиджує кладку лише самиця, за пташенятами доглядають і самиці, і самці. Оливкові піві-малюки іноді стають жертвами гніздового паразитизму буроголових вашерів, однак лише 16% пташенят вашерів виживають, що менше, ніж при паразитизмі в гніздах інших птахів.